# Іванов Віталій Олександрович (військовий)
Віта́лій Олекса́ндрович Іванов (1991—2014) — молодший сержант Збройних сил України, учасник російсько-української війни.

## Бойовий шлях
Народився 1991 року в місті Дніпропетровськ.
Командир бойової машини, 25-та окрема повітряно-десантна бригада.
31 липня 2014-го загинув під час обстрілів з РСЗВ «Град» позицій українських вояків. Обстріли супроводжувалися одночасною атакою бойовиків із засідки на колону БТРів десантників, що транспортували важкопоранених — поблизу Шахтарська. У тому бою загинуло 10 десантників.
Похований у місті Дніпропетровськ, Староклочковське кладовище.
Без сина лишилась мама.

## Нагороди
14 листопада 2014 року за особисту мужність і героїзм, виявлені у захисті державного суверенітету та територіальної цілісності України, вірність військовій присязі під час російсько-української війни, відзначений — нагороджений орденом «За мужність» III ступеня (посмертно).